# Заулки (Рязанская область)
Заулки — деревня Кадомском районе Рязанской области России. Входит в Кущапинское сельское поселение. Впервые деревня упоминается в 1630 году.

## География
Деревня находится в 14 км к северо-востоку от Кадома, в 185 км к востоку от Рязани и в 55 км к юго-западу от Сарова. В 2 км к западу от деревни протекает река Мокша, в 2 км к северу и востоку проходит граница с Мордовией.

## Население
| 1983 | 2010 |
| ---- | ---- |
| 180  | ↘74  |

## Инфраструктура
Личное подсобное хозяйство с зоной сельскохозяйственного использования, индивидуальная застройка усадебного типа.

## Достопримечательности
В деревне есть часовня иконы Божией Матери «Всех скорбящих Радосте» и памятник односельчанам, погибшим в годы Великой Отечественной войны.

## Транспорт
В село идёт тупиковая автодорога местного значения Кадом — Заулки.